# Lumina
Lumina — легковага стільниця, що розвивається проектом TrueOS (колишній PC-BSD) з 2014 року. 6 вересня 2016 була випущена перша стабільна версія 1.0.0.

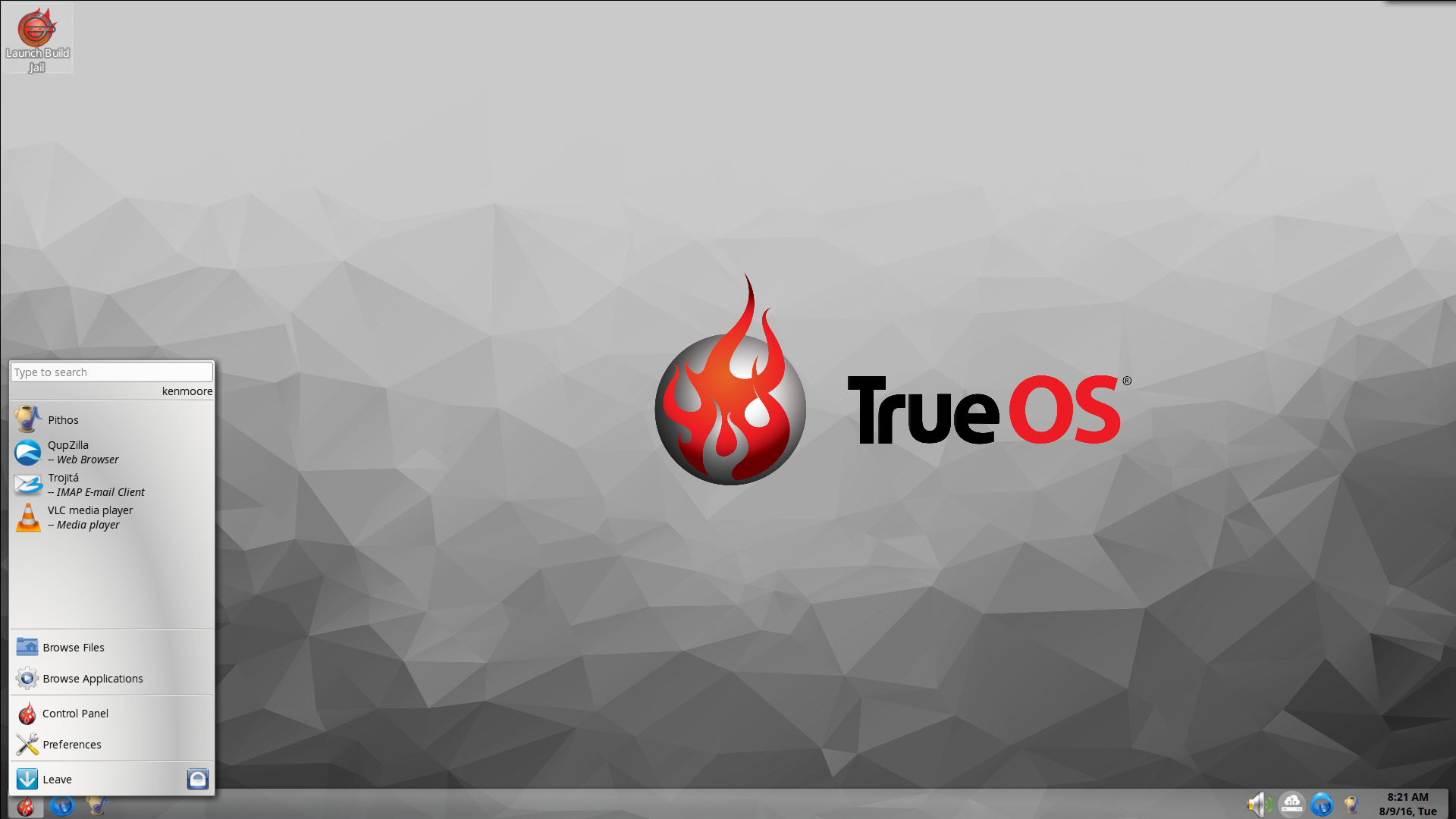
Lumina 1.0.0 на TrueOS

Компоненти оточення написані з використанням бібліотеки Qt5 (без застосування QML). Як менеджер вікон застосовується Fluxbox, але в одному з наступних значних випусків планується замінити його на віконний менеджер власної розробки. Код проекту написаний мовою C++ і поширюється під ліцензією BSD. Випуски Lumina доступні через систему портів FreeBSD і доданий в репозиторій PC-BSD «Edge» (x11/lumina[-i18n]).
Lumina дотримується класичного підходу до організації користувацького оточення. До складу входить робочий стіл, панель застосунків, менеджер сеансів, меню застосунків, система налаштування параметрів оточення, менеджер завдань, системний лоток, система віртуальних робочих столів. В рамках проекту також розвивається власний файловий менеджер Insight, що має такі можливості як підтримка вкладок для одночасної роботи з декількома теками, накопичення посилань на вибрані теки в розділі закладок, наявність вбудованого мультимедіа-програвача і переглядача фотографій з підтримкою слайдшоу, засобами для управління снапшотів ZFS, підтримка підключення зовнішніх плаґінів-обробників.